# Atypophthalmus (Atypophthalmus) inustus
Atypophthalmus (Atypophthalmus) inustus is een tweevleugelige uit de familie steltmuggen (Limoniidae). De soort komt voor in het Palearctisch gebied.